# Celtis brieyi
Celtis brieyi là một loài thực vật có hoa trong họ Cannabaceae. Loài này được De Wild. mô tả khoa học đầu tiên năm 1920.